# پر کرسگارد لارسن
پر کرسگارد لارسن (انگلیسی: Per Kærsgaard Laursen؛ زادهٔ ۷ نوامبر ۱۹۵۵) دوچرخه‌سوار اهل دانمارک است.